# Hans Kohler (Politiker, 1896)
Hans Kohler (* 25. Januar 1896 in Würzburg; † 13. August 1970) war ein deutscher sozialdemokratischer Politiker.
Kohler war Landarbeiter, Metallarbeiter und später Angestellter der Sozialversicherung. Seit 1922 war er Mitglied der SPD und zeitweise Hauptkassierer und Vorsitzender im Ortsverein Velbert. Von 1929 bis 1933 war er zudem Stadtverordneter dieser Stadt. 
Auch nach dem Zweiten Weltkrieg war Kohler 1945 und 1946 Ortsvereinsvorsitzender. Im Jahr 1946 war er einige Monate Bürgermeister. Seit 1945 war Kohler Stadtverordneter. 
Kohler war 1946 und 1947 Mitglied des ernannten Landtages von Nordrhein-Westfalen. Danach war er in der ersten Wahlperiode bis 1950 direkt gewählter Abgeordneter für den Wahlkreis Düsseldorf-Mettmann-Ost.